# Quedius fuliginosus
Quedius fuliginosus är en skalbaggsart som först beskrevs av Johann Ludwig Christian Gravenhorst 1802.  Quedius fuliginosus ingår i släktet Quedius, och familjen kortvingar. Arten är reproducerande i Sverige.